# Regioni del Regno Unito per indice di sviluppo umano
     > 0.950
     0.930 - 0.950
     0.910 - 0.930
     0.890 - 0.910
     < 0.890

Regioni del Regno Unito per indice di sviluppo umano 2017.
> 0.950
0.930 - 0.950
0.910 - 0.930
0.890 - 0.910
< 0.890

Questa è una lista delle regioni del Regno Unito per indice di sviluppo umano 2019.
| Very high human development | Very high human development | Very high human development | Very high human development |
| Pos.                        | Regione                     | HDI 2019                    | Comparabile con             |
| --------------------------- | --------------------------- | --------------------------- | --------------------------- |
| 1                           | Greater London              | 0.976                       | Norvegia                    |
| 2                           | South East England          | 0.945                       | Svezia                      |
| –                           | Regno Unito (media)         | 0.932                       | Belgio                      |
| 3                           | South West England          | 0.928                       | Canada                      |
| 4                           | Scozia                      | 0.925                       | Stati Uniti                 |
| 5                           | East of England             | 0.920                       | Israele, Giappone           |
| 6                           | North West England          | 0.919                       | Israele, Giappone           |
| 7                           | East Midlands               | 0.917                       | Slovenia                    |
| 8                           | Midlands Occidentali        | 0.916                       | Corea del Sud               |
| 9                           | Yorkshire and the Humber    | 0.911                       | Corea del Sud               |
| 10                          | North East England          | 0.904                       | Spagna                      |
| 11                          | Galles                      | 0.901                       | Francia                     |
| 12                          | Northern Ireland            | 0.899                       | Rep. Ceca                   |